# Loverboy (banda)
LoverBoy é uma banda formada em 1980 em Calgary, Alberta, Canadá. Durante os anos 1980, a banda lançou uma série de hits no Canadá e Estados Unidos, como "Working for the Weekend" e "Turn Me Loose".

## Discografia

### Álbuns
| Ano  | Álbum                     | Music Canada | RIAA      |
| ---- | ------------------------- | ------------ | --------- |
| 1980 | Loverboy                  | 5xPlatina    | 2xPlatina |
| 1981 | Get Lucky                 | 3xPlatina    | 4xPlatina |
| 1983 | Keep It Up                | 2xPlatina    | 2xPlatina |
| 1985 | Lovin' Every Minute of It | —            | 2xPlatina |
| 1987 | Wildside                  | Ouro         | Ouro      |
| 1997 | Six                       | —            | —         |
| 2001 | Live, Loud and Loose      | —            | —         |
| 2007 | Just Getting Started      | —            | —         |

### Singles
| Ano  | Nome                         | US Pop | US Rock | US Adult | Australian Charts |
| ---- | ---------------------------- | ------ | ------- | -------- | ----------------- |
| 1981 | "Turn Me Loose"              | 35     | 6       | —        | 3                 |
| 1981 | "The Kid Is Hot Tonite"      | 55     | 42      | —        | —                 |
| 1981 | "Working for the Weekend"    | 29     | 2       | —        | 16                |
| 1982 | "When It's Over"             | 26     | 21      | —        | —                 |
| 1982 | "Jump"                       | 101    | —       | —        | —                 |
| 1983 | "Hot Girls in Love"          | 11     | 2       | —        | —                 |
| 1983 | "Queen of the Broken Hearts" | 34     | 11      | —        | —                 |
| 1985 | "Lovin' Every Minute of It"  | 9      | 3       | —        | —                 |
| 1985 | "Dangerous"                  | 65     | 23      | —        | —                 |
| 1986 | "This Could Be The Night"    | 10     | 9       | 30       | —                 |
| 1986 | "Lead A Double Life"         | 68     | —       | —        | —                 |
| 1986 | "Heaven In Your Eyes"        | 12     | —       | —        | —                 |
| 1987 | "Notorious"                  | 38     | 8       | —        | —                 |
| 1989 | "Too Hot"                    | 84     | 27      | —        | —                 |

### Coletâneas
| Ano  | Álbum                               | Music Canada | RIAA |
| ---- | ----------------------------------- | ------------ | ---- |
| 1989 | Big Ones                            | —            | —    |
| 1994 | Loverboy Classics                   | —            | Ouro |
| 1994 | Temperature's Rising                | —            | —    |
| 1997 | Super Hits                          | —            | —    |
| 2003 | Love Songs                          | —            | —    |
| 2005 | Rock Breakout Years: 1985           | —            | —    |
| 2006 | We Are The '80s                     | —            | —    |
| 2007 | Turn Me Loose                       | —            | —    |
| 2008 | Playlist: The Very Best Of Loverboy | —            | —    |